# Hectobrocha multilinea
Hectobrocha multilinea là một loài bướm đêm thuộc phân họ Arctiinae, họ Erebidae.